# Glyphidops neuter
Glyphidops neuter är en tvåvingeart som först beskrevs av Willi Hennig 1937.  Glyphidops neuter ingår i släktet Glyphidops och familjen Neriidae. Inga underarter finns listade i Catalogue of Life.